# Demanema cobbi
Demanema cobbi är en rundmaskart som beskrevs av Timm 1970. Demanema cobbi ingår i släktet Demanema och familjen Desmoscolecidae. Inga underarter finns listade i Catalogue of Life.